# Équipe de Tchéquie féminine de basket-ball
Cet article traite de l'équipe féminine. Pour l'équipe masculine, voir Équipe de Tchéquie masculine de basket-ball.
Maillots
L’équipe de République tchèque de basket-ball féminin est la sélection des meilleures joueuses tchèques. Elle est placée sous l’égide de la Fédération de République tchèque de basket-ball. Depuis la partition de la Tchécoslovaquie en 1993, la République tchèque a obtenu deux médailles en Championnat d’Europe, tout d’abord l’argent en 2003 puis le titre européen en 2005, prenant la suite de l’équipe de Tchécoslovaquie de basket-ball féminin.

## Résultats

### Palmarès
| Compétitions mondiales                                         | Compétitions continentales                               |
| -------------------------------------------------------------- | -------------------------------------------------------- |
| - Jeux olympiques - Néant - Coupe du monde - Finaliste en 2010 | - EuroBasket (1) - Vainqueur en 2005 - Finaliste en 2003 |

### Parcours en compétitions internationales

#### Jeux olympiques
| Année | Position                     |      | Année         | Position |               | Année | Position |
| 1976  | Membre de la Tchécoslovaquie | 1996 | Non qualifiée | 2016     | Non qualifiée |       |          |
| 1980  | Membre de la Tchécoslovaquie | 2000 | Non qualifiée | 2020     | Non qualifiée |       |          |
| 1984  | Membre de la Tchécoslovaquie | 2004 | 5e            | 2024     | Non qualifiée |       |          |
| 1988  | Membre de la Tchécoslovaquie | 2008 | 7e            | 2028     | -             |       |          |
| 1992  | Membre de la Tchécoslovaquie | 2012 | 7e            | 2032     | -             |       |          |

#### Coupe du monde
| Année | Position                     |      | Année                        | Position |               | Année | Position |
| 1953  | Membre de la Tchécoslovaquie | 1979 | Membre de la Tchécoslovaquie | 2006     | 7e            |       |          |
| 1957  | Membre de la Tchécoslovaquie | 1983 | Membre de la Tchécoslovaquie | 2010     | Finaliste     |       |          |
| 1959  | Membre de la Tchécoslovaquie | 1986 | Membre de la Tchécoslovaquie | 2014     | 9e            |       |          |
| 1964  | Membre de la Tchécoslovaquie | 1990 | Membre de la Tchécoslovaquie | 2018     | Non qualifiée |       |          |
| 1967  | Membre de la Tchécoslovaquie | 1994 | Non qualifiée                | 2022     | Non qualifiée |       |          |
| 1971  | Membre de la Tchécoslovaquie | 1998 | Non qualifiée                | 2026     | -             |       |          |
| 1975  | Membre de la Tchécoslovaquie | 2002 | Non qualifiée                | 2030     | -             |       |          |

#### EuroBasket
| Année | Position                     |      | Année                        | Position |           | Année | Position |
| 1938  | Membre de la Tchécoslovaquie | 1976 | Membre de la Tchécoslovaquie | 2003     | Finaliste |       |          |
| 1950  | Membre de la Tchécoslovaquie | 1978 | Membre de la Tchécoslovaquie | 2005     | Vainqueur |       |          |
| 1952  | Membre de la Tchécoslovaquie | 1980 | Membre de la Tchécoslovaquie | 2007     | 5e        |       |          |
| 1954  | Membre de la Tchécoslovaquie | 1981 | Membre de la Tchécoslovaquie | 2009     | 9e        |       |          |
| 1956  | Membre de la Tchécoslovaquie | 1983 | Membre de la Tchécoslovaquie | 2011     | 4e        |       |          |
| 1958  | Membre de la Tchécoslovaquie | 1985 | Membre de la Tchécoslovaquie | 2013     | 6e        |       |          |
| 1960  | Membre de la Tchécoslovaquie | 1987 | Membre de la Tchécoslovaquie | 2015     | 11e       |       |          |
| 1962  | Membre de la Tchécoslovaquie | 1989 | Membre de la Tchécoslovaquie | 2017     | 13e       |       |          |
| 1964  | Membre de la Tchécoslovaquie | 1991 | Membre de la Tchécoslovaquie | 2019     | 15e       |       |          |
| 1966  | Membre de la Tchécoslovaquie | 1993 | Non qualifiée                | 2021     | 15e       |       |          |
| 1968  | Membre de la Tchécoslovaquie | 1995 | 7e                           | 2023     | 7e        |       |          |
| 1970  | Membre de la Tchécoslovaquie | 1997 | 9e                           | 2025     | 6e        |       |          |
| 1972  | Membre de la Tchécoslovaquie | 1999 | 5e                           | 2027     | -         |       |          |
| 1974  | Membre de la Tchécoslovaquie | 2001 | 9e                           | 2029     | -         |       |          |